# Please Don't Destroy: The Treasure of Foggy Mountain
Please Don't Destroy: The Treasure of Foggy Mountain es una película de comedia estadounidense de 2023 dirigida por Paul Briganti, producida por Judd Apatow y Jimmy Miller, y escrita y protagonizada por el grupo de comedia Please Don't Destroy (formado por Martin Herlihy, John Higgins, Ben Marshall). En la película, una versión ficticia del grupo busca un tesoro perdido que inicialmente habían estado buscando cuando eran niños. Bowen Yang, Meg Stalter, X Mayo, Nichole Sakura, Cedric Yarbrough, Sunita Mani y Conan O'Brien también protagonizan.
Please Don't Destroy: The Treasure of Foggy Mountain se estrenó en Peacock el 17 de noviembre de 2023. La película recibió críticas mixtas.

## Reparto
- Ben Marshall como Ben
- John Higgins como John
- Martin Herlihy como Martin
- Conan O'Brien como Farley
- Bowen Yang como Deetch Nordwind
- Megan Stalter como Lisa
- X Mayo como Taylor
- Nichole Sakura como Amy
- Cedric Yarbrough como Gates
- Chloe Troast como Poppy
- Sunita Mani como Tricia
- Gaten Matarazzo como él mismo
- John Goodman como narrador

## Producción
En julio de 2022, se anunció que Universal Pictures adquirió los derechos de distribución de una película de comedia de amigos sin título protagonizada por el trío de comedia Please Don't Destroy de Apatow Productions. Poco después de su anuncio, Conan O'Brien, Bowen Yang, Megan Stalter, X Mayo y Nichole Sakura se unieron al elenco.
El rodaje tuvo lugar en Charlotte, Carolina del Norte y sus alrededores, incluido el vecindario NoDa en North Charlotte, a partir de mediados de julio de 2022 y duró siete semanas. Se utilizó un Crunch Fitness en el vecindario University City de Charlotte como exterior de Trout Plus, mientras que los interiores de la tienda se filmaron en un antiguo Dick's Sporting Goods en el Northlake Mall. Las escenas ambientadas en la ficticia Foggy Mountain se filmaron en el Parque Estatal South Mountains, el Parque Estatal Crowders Mountain y el Parque Estatal Mount Mitchell . Bost Grist Mill, una granja histórica en Concord, se utilizó para la ubicación de la comuna del culto, así como otras escenas forestales.

## Estreno
Please Don't Destroy: The Treasure of Foggy Mountain estaba inicialmente programado para su estreno en cines el 18 de agosto de 2023, pero en mayo de 2023 se anunció que Universal Pictures lanzaría la película como exclusiva de Peacock el 17 de noviembre de 2023.